# Prentiss County
Prentiss County is een county in de Amerikaanse staat Mississippi.
De county heeft een landoppervlakte van 1.075 km² en telt 25.556 inwoners (volkstelling 2000). De hoofdplaats is Booneville.